# Syringaldéhyde
Le syringaldéhyde ou 4-hydroxy-3,5-diméthoxybenzaldéhyde est un composé organique aromatique. Il s'agit d'un dérivé du benzaldéhyde qui porte un groupe méthoxy en position para et de deux groupes hydroxyle phénoliques sur chacun des positions méta.
Il est naturellement présent dans la nature, et certains insectes l'utilisent comme système de communication chimique.

## Occurrences naturelles
Le syringaldéhyde est présent naturellement dans le bois de l'épicéa et dans celui de l'érable.

## Synthèse
Ce composé peut être synthétisé via la réaction de Duff à partir du syringol :